# 39635 Кусатао
39635 Кусатао (39635 Kusatao) — астероїд головного поясу, відкритий 27 грудня 1994 року.
Тіссеранів параметр щодо Юпітера — 3,201.